# Eulomalus laesicauda
Eulomalus laesicauda är en skalbaggsart som först beskrevs av Reichardt 1932.  Eulomalus laesicauda ingår i släktet Eulomalus och familjen stumpbaggar. Inga underarter finns listade i Catalogue of Life.